# Arvid August Afzelius
Arvid August Afzelius, född 6 maj 1785, död 25 september 1871, var en svensk präst, psalmförfattare och folklivsforskare.

## Biografi

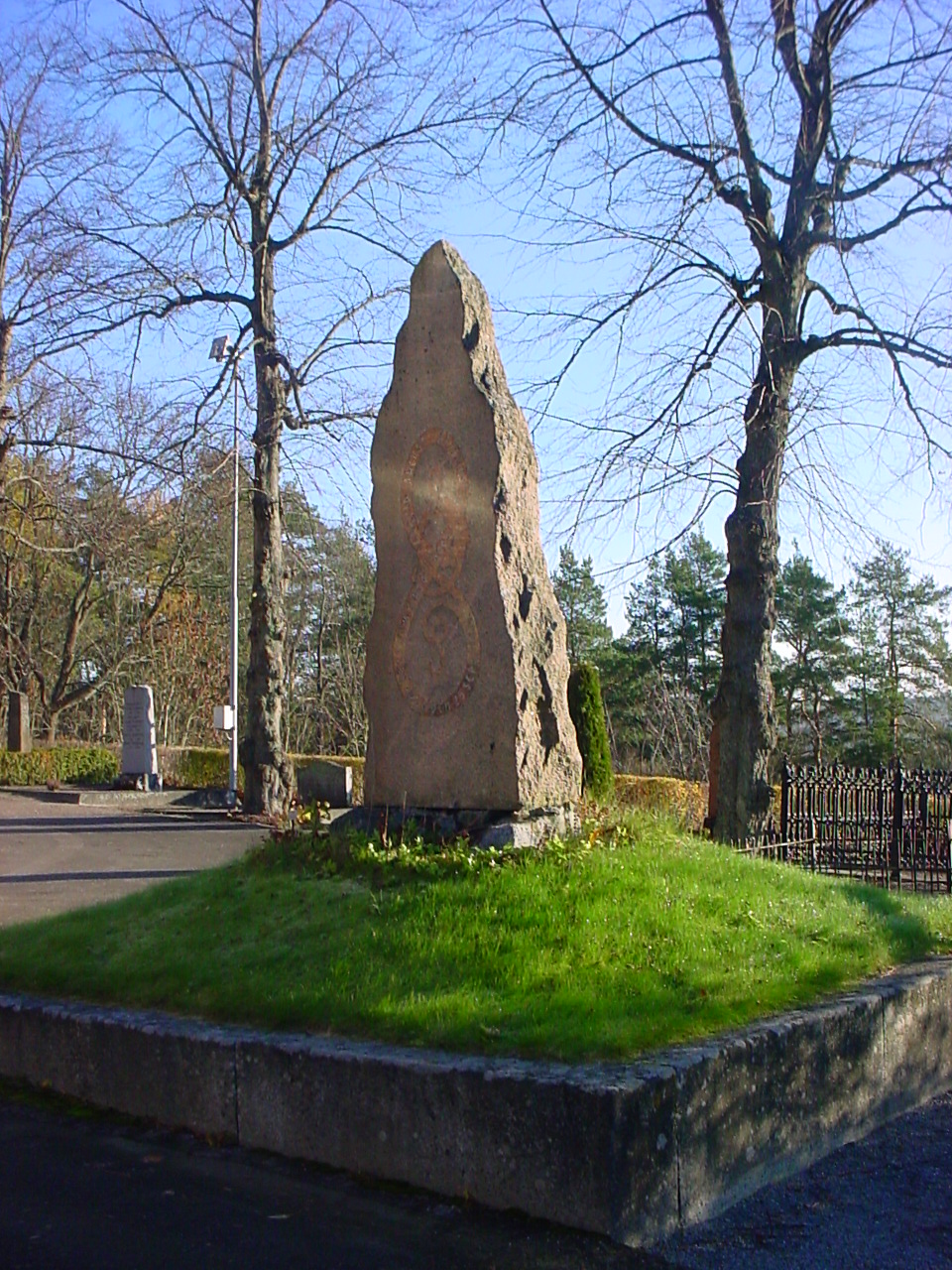
Arvid August Afzelius gravvård på Vårfrukyrkogården, Enköping

Arvid August Afzelius föddes i Fjällåkra by i Broddetorps socken i Västergötland, som son till komministern i Falköping Per Afzelius och Inga Magdalena Lundström. Han studerade vid Uppsala universitet och disputerade 1809 för filosofie magistergraden. 1810 tillträdde han en tjänst som lärare vid Frimurarbarnhusets skola i Stockholm.
Han prästvigdes i Skara 1811 och blev snart extra ordinarie hovpredikant och ordinarie 1820. Under denna tid blev han bekant med den berömde danska språkforskaren Rasmus Christian Rask. På Afzelius' inbjudan bodde Rask 1816–18 i hans hem och av honom lärde han då mycket om den isländska litteraturen.
År 1821 blev Afzelius kyrkoherde i Enköpings församling och 1852 kontraktsprost i  Åsunda kontrakt.
Han gifte sig 1816 med friherrinnan Sophia Ottiliana Ramsay, 1831 med Sophia Charlotta Fernbohm och 1848 med Vilhelmina Elisabeth Elfström. Han fick sammanlagt 17 barn, av vilka elva överlevde honom. Bland dem kan nämnas apotekaren Fridlef Afzelius och hovpredikanten Henrik Afzelius. Han var bland annat svärfar till Lars Johannes Lie. Afzelius dog i Enköping och är begravd på Enköpings kyrkogård.
Mycket av hans personliga liv finns återgivet i hans memoarer Minnen, utgivna av en av hans döttrar 1901.

## Historikern
Afzelius gjorde tre större översättningar av klassiska sagor och kväden från isländska 1811–1818, bland annat Hervarar saga, Völuspá och den poetiska Eddan. Arbetena har kritiserats för felaktigheter, men hans poetiska utformning och kraftfulla språk har ansetts förtjänstfullt.
1839–1870 utgav han Svenska folkets sago-häfder eller Fäderneslandets historia, sådan hon lefvat och till en del ännu lefver i sägner folksånger och andra minnesmärken i 11 delar. Det omfattar Sveriges historia fram till och med Karl XII:s död. Även detta verk har kritiserats av senare historiker, men det kan ses som ett dokument om hur hans samtid berättade den svenska historien snarare än som ett vetenskapligt historiskt verk. Han lämnade också flera bidrag till tidskrifterna Iduna, Phosphoros och Poetisk kalender. 1850 trycktes Lidandets väkter, ett "andligt skaldestycke" vilket belönades med Svenska Akademiens mindre litterära pris.
Afzelius historieintresse gav honom medlemskap i flera akademier och sällskap:
- Götiska förbundet 1811, där han var en av de först invalda medlemmarna och bar namnet Arngrimer.
- Det Kongelige Nordiske Oldskriftselskab i Köpenhamn 1825
- Kungliga Samfundet för utgivande av handskrifter rörande Skandinaviens historia 1840
- Kungliga Vitterhets Historie och Antikvitets Akademien 1842.
- Kungliga Musikaliska Akademien 1857.

## Folkvisearbetet
Afzelius var en av de första och den tidens främste insamlare av svenska folkvisor. 1814–15 utgav han Traditioner af Swenska Folk-Dansar och 1814–17 Svenska folkvisor från forntiden i tre band. Även poeten Erik Gustaf Geijer står som författare, men hans bidrag inskränker sig till inledningen. L.F. Rääf bidrog även med flera visor, varav en del var upptecknade av bröderna Wallman. Musiken arrangerades av dåvarande director musices i Uppsala, Johann Christian Friedrich Haeffner. År 1880 gav Richard Bergström och L. Höijer ut en tillökad och kommenterad nyutgåva av samlingen.
Afzelius skrev även själv ballader, bland annat Näcken (Näckens polska, Djupt i havet på demantehällen) och Alundavisan, som blev så spridda att de uppfattades som folkvisor. Han diktade också psalmer för den kungliga psalmbokskommitténs förslag till nya kyrkosånger 1814 (se bibliografin).
1841 belönades han av Svenska Akademien med Carl Johanpriset och 1865 dess stora guldmedalj för litterär förtjänst.

### Allmänt
- Traditioner af swenska folk-dansar. 1-4. Stockholm: Not-tryckeriet. 1814-1815. Libris 4gd51fqv2q1b84fs. https://urn.kb.se/resolve?urn=urn:nbn:se:kb:eod-10408005 - 142 melodier i musikarrangemang av Olof Åhlström.
- Svenska folk-visor från forntiden, samlade och utgifne / af Er. Gust. Geijer och Arv. Aug. Afzelius. 1-3. Stockholm: Strinnholm : Haeggström : nottryckeriet. 1814-1816 - Ny, utökad utgåva Svenska folkvisor utgavs 1880 av R Bergström och L Höijer.
  -  [Del 1]. 1814. Libris q4f55kfjnf68pt94. http://urn.kb.se/resolve?urn=urn:nbn:se:alvin:portal:record-174032
  -  [Del 3 med öfversättningar af motsvarande skottska folksånger]. 1816. Libris 17630164. http://urn.kb.se/resolve?urn=urn:nbn:se:kb:eod-2405641
  -  [Del 2]. 1816. Libris 17630165. http://urn.kb.se/resolve?urn=urn:nbn:se:kb:eod-2405640
- Sæmund den vises Edda : sånger af Nordens äldsta skalder : efter handskrifter från skandinaviska forn-språket / öfversatte af Arv. Aug. Afzelius. Stockholm. 1818. Libris 2410917
- Den sista folkungen : sorgespel i fem akter. Stockholm: Hæggström. 1830. Libris 476349
- Lidandets väkter : andeligt skaldestycke. Stockholm. 1850. Libris 1732835 - Belönat med Svenska akademiens mindre pris.
- Afsked af svenska folksharpan : med bidrag till svenska folksångernas historia. Stockholm: Bonnier. 1848. Libris 493502. https://litteraturbanken.se/f%C3%B6rfattare/AfzeliusAA/titlar/AfskedAfSwenskaFolksharpan/sida/5/faksimil/?om-boken - En ny samling folkvisor och egna sånger i folkviseform.
- Swenska folkets sago-häfder, eller Fäderneslandets historia, sådan hon lefwat och till en del ännu lefwer i sägner, folksånger och andra minnesmärken : till läsning för folket. 1-11. Stockholm. 1839-1870. Libris 274312
  -  Del 1, Hedna tiden till Ansgarius (829). Stockholm: Zacharias Hæggström. 1839. Libris 274328. https://litteraturbanken.se/f%C3%B6rfattare/AfzeliusAA/titlar/SwenskaFolketsSagoh%C3%A4fder-01/sida/5/faksimil?om-boken
  -  Del 2, Katholska tiden från 829 till 1153. Stockholm: Zacharias Hæggström. 1840. Libris 274329. https://litteraturbanken.se/f%C3%B6rfattare/AfzeliusAA/titlar/SwenskaFolketsSagoh%C3%A4fder-02/sida/5/faksimil?om-boken
  -  Del 3, Katholska tiden från 1153 till 1200. Stockholm: Zacharias Hæggström. 1841. Libris 274330. https://litteraturbanken.se/f%C3%B6rfattare/AfzeliusAA/titlar/SwenskaFolketsSagoh%C3%A4fder-03/sida/5/faksimil?om-boken
  -  Del 4, Katholska tiden, från 1200 till 1363. Stockholm: Zacharias Hæggström. 1842. Libris 274331
  -  Del 5, Katholska tiden, från 1363 till 1523. Stockholm: Zacharias Hæggström. 1843. Libris 274317
  -  Del 6, Wasa-sagan. 1 Från Gustaf I:s anträde till konungadömet till Dacke-fejdens slut. Stockholm: Brudin. 1851. Libris 274318
  -  Del 7, Wasa-sagan. 2 Från Dacke-fejdens slut 1543 till Upsala möte 1593. Stockholm: Brudin. 1853. Libris 274319
  -  Del 8, Wasa-sagan. 3 Från Upsala möte 1593, till Axel Oxenstjernas död 1654. Häfte 1, Karl den niondes saga. Stockholm: Brudin. 1856. Libris jwfr7ztbgl3kvzjt. http://urn.kb.se/resolve?urn=urn:nbn:se:alvin:portal:record-353360
  -  Del 8, Wasa-sagan. 3 Från Upsala möte 1593, till Axel Oxenstjernas död 1654. Häfte 2, Från k. Karl den niondes till Axel Oxenstjernas död 1654. Stockholm: Brudin. 1857. Libris x9t5mzmpv8ps2hhd. http://urn.kb.se/resolve?urn=urn:nbn:se:alvin:portal:record-353273
  -  Del 9, Karla-sagan. 1 Från Axel Oxenstjernas till konung Karl Gustafs död 1660, Häfte 1, Från Axel Oxenstjernas död till polska krigets slut 1657. Stockholm: Brudin. 1859. Libris 4h1cs1z12r6vnh0r. http://urn.kb.se/resolve?urn=urn:nbn:se:alvin:portal:record-353355
  -  Del 9, Karla-sagan. 1 Från Axel Oxenstjernas till konung Karl Gustafs död 1660, Häfte 2, Från polska krigets slut till Karl Gustafs död 1660. Stockholm: Brudin. 1860. Libris jwfr72tfgtvqtvf1. http://urn.kb.se/resolve?urn=urn:nbn:se:alvin:portal:record-353297
  -  Del 10, Karla-sagan. 2 Från Karl Gustafs död till Erik Dahlbergs död 1703. Häfte 1, Från konung Karl Gustafs död till fredsslutet i Lund 1679. Stockholm: Zacharias Hæggström. 1864. Libris fslcwdglc9vjf09g. http://urn.kb.se/resolve?urn=urn:nbn:se:alvin:portal:record-317360
  -  Del 10, Karla-sagan. 2 Från Karl Gustafs död till Erik Dahlbergs död 1703. Häfte 2, Från fredsslutet i Lund 1679 till Erik Dahlbergs död 1703. Stockholm: Zacharias Hæggström. 1866. Libris t6spvg72r4pcd4lr. http://urn.kb.se/resolve?urn=urn:nbn:se:alvin:portal:record-317360
  -  Del 11, Karla-sagan. 3 Från Erik Dahlbergs död 1703 till konung Karl XII:s fall för Fredrikshall 1718. Afdelning 1, Tiden från konung Karls barndom till belägringen af Pultawa samt den slutliga räddningen till Turkiet och staden Bender 1709. Stockholm: Zacharias Hæggström. 1868. Libris 0c0fbwbsx10b2w49. http://urn.kb.se/resolve?urn=urn:nbn:se:alvin:portal:record-317426
  -  Del 11, Karla-sagan. 3 Från Erik Dahlbergs död 1703 till konung Karl XII:s fall för Fredrikshall 1718. Afdelning 2, Från Karl XII:s ankomst till Turkiet 1709 till hans död för Fredrikshall 1718. Stockholm: Zacharias Hæggström. 1870. Libris dq6gczmwbl8cp077. http://urn.kb.se/resolve?urn=urn:nbn:se:alvin:portal:record-317328
- Smedsflickan från Söderfors : minne från Gustaf IV Adolfs hof. Stockholm: Hæggström. 1844. Libris 2131220. https://litteraturbanken.se/f%C3%B6rfattare/AfzeliusAA/titlar/SmedsflickanFr%C3%A5nS%C3%B6derfors/sida/1/faksimil/?om-boken
- Blad ur en dagbok under studentfärden till Köpenhamn i juni månad 1845. Stockholm: Bonnier. 1846. Libris 1474035
- Minnen. Stockholm: Norstedt. 1901. Libris 1490913 - Redigerade av dottern och utgivna postumt.
- Flera bidrag i tidskrifterna Iduna, Phosphoros och Atterboms Poetisk kalender.

### Översättningar
- från isländska 
  - Hervara-saga (1811, 2:a utg 1819)
  - Völuspá (1812) Valans spådom, först publicerad i Götiska förbundets tidskrift Iduna, nr 3
  - Sæmund den vises Edda (1818)
  - Solar Ljòd ()
- från engelska
  - översättning av Lord Byrons Parisiana

### Visor
- Näcken (Djupt i havet på demantehällen), visa i folkvisestil till melodin Näckens polska, först publicerad i Götiska förbundets tidskrift Iduna, nr 3. (se även filmerna Tull-Bom och Skepparkärlek)
- Alundavisan, visa i folkvisestil

### Psalmer
- Den svenska psalmboken 1819
  - 28. Dig skall min själ sitt offer bära (diktad 1814).  Nr 22 i 1986 års psalmbok. Den användes även i filmen Johansson och Vestman.
  - 337. Nu blott för världen två en psalmtext för vigsel. Finns på Wikisource.

## Priser och utmärkelser
- 1841 – Kungliga priset
- 1865 – Svenska Akademiens stora pris